# Miroslav Novák (japonista)
Miroslav Novák (ur. 17 czerwca 1924 w Pradze, zm. 24 lutego 1982 tamże) – czeski japonista, teoretyk literatury, tłumacz.
Od 1946 r. studiował sinologię na Wydziale Filozoficznym Uniwersytetu Karola (UK) w Pradze. W 1947 r. zapisał się na japonologię. W 1952 r. uzyskał „mały doktorat” (PhDr.). W okresie 1952–1982 wykładał na UK język i literaturę japońską.

## Twórczość
Przekłady
- Čtvrt bez slunce (1950)
- Pouť do vnitrozemí (1959)

Antologie
- Měsíce, květy (1962, 1996)
- Největší rozkošnice (1967, 1996)
- 5 japonských novel (1969)
- Zápisky z volných chvil (1984)
- Tanečnice z Izu a jiné prózy (1988)
- Kalhoty pro dva (1997)